# 칼코제나이드
칼코제나이드(chalcogenide)는 최소한 하나의 16족(칼코젠) 원소와 하나 이상의 양전성 원소로 구성된 화합물이다. 16족 원소는 모두 칼코겐이지만 산화물은 산소 외에 다른 16족 원소가 있지 않다면 칼코제나이드라고 하지 않는다.
칼코제나이드는 열을 가함에 따라 결정질과 비정질 상태로 빠르게 변화하는 특성이 있다. 결정질 상태에서는 광학적 반사도가 높고 전기 저항이 낮은 반면에 비정질 상태에서는 반사도가 낮고 전기 저항이 높으므로 두 상태를 각각 1과 0으로 하여 DVD-RAM(반사도 차이 이용)이나 PRAM(저항 차이 이용)의 기록물질로 이용되고 있다. DVD-RAM 등에 이용되는 가장 대표적인 칼코제나이드 화합물은 Ge2Sb2Te5이다.

## 같이 보기
- DVD-RAM
- 상변화 메모리